# Paradenti

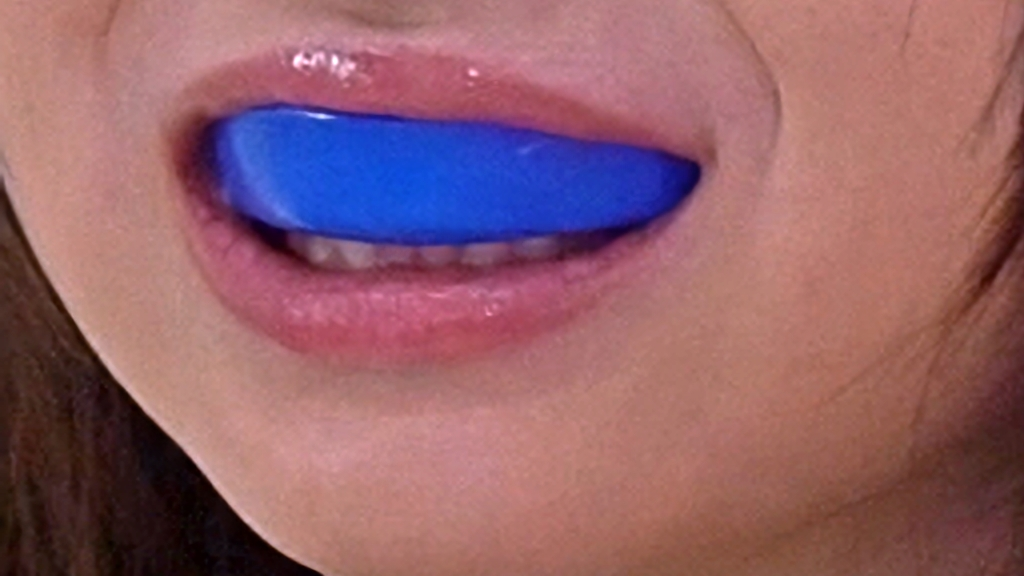
Paradenti indossato

Il paradenti è un dispositivo di protezione per labbra, denti e gengive utilizzato dagli atleti che praticano sport da contatto come ad esempio il pugilato, la lotta libera, le arti marziali, il rugby, il football americano ecc. Il paradenti ammortizza e distribuisce i colpi su una superficie più ampia, riducendo così l'intensità dell'impatto, e stabilizzando i denti, impedendone lo sfregamento.
In ambito odontoiatrico si utilizza il bite, accessorio molto simile al paradenti, per proteggere le arcate dentarie dall'erosione causata dal bruxismo.
Tra le tipologie di paradenti in commercio si passa da quelli già prodotti in varie dimensioni standard e poco adattabili, a materiali termoplastici che vengono forgiati applicandoli direttamente dopo il loro riscaldamento in acqua bollente, o ancora a modelli che vengono prodotti direttamente a partire dal calco dentario dell'utilizzatore.

## Storia
Il primo paradenti fu creato nel 1890 dal dentista londinese Woolf Krauze per proteggere le labbra dei pugili. Il modello moderno fu sviluppato negli anni 1970 grazie al dentista pediatrico canadese A. W. S. Wood, il cui scopo era quello di prevenire danni ai denti dei bambini praticanti l'hockey.